# 30 juillet aux Jeux olympiques d'été de 2012
Le lundi 30 juillet aux Jeux olympiques d'été de 2012 est le sixième jour de compétition.

## Programme
| Heure UTC+1 (Londres)                         |               |
| bleu                                          | Cérémonie     |
| neutre                                        | Épreuve       |
| or                                            | Finale        |
| orange                                        | Petite finale |
| rose                                          | Reporté       |
| gris                                          | Annulé        |
| Compétition masculine                         | Hommes        |
| Compétition féminine                          | Femmes        |
| Compétition mixte (hommes et femmes mélangés) | Mixte         |
| Compétition en couple (1 homme et 1 femme)    | Couple        |
| modifier                                      |               |

| Horaire  | Discipline Spécialité | Discipline Spécialité                               | Discipline Spécialité                         | Phase                       | Résultats                                                                   | Références |
| -------- | --------------------- | --------------------------------------------------- | --------------------------------------------- | --------------------------- | --------------------------------------------------------------------------- | ---------- |
| 8 h 30   |                       | Badminton                                           | -                                             | Tours                       | -                                                                           | -          |
| 8 h 30   |                       | Hockey sur gazon Tournoi masculin                   | Compétition hommes                            | Phase de poule Groupe B     | Corée du Sud 2 - 0 Nouvelle-Zélande                                         | [ 1 ]      |
| 9 h 00   |                       | Basket-ball Tournoi féminin                         | Compétition femmes                            | Premier tour Groupe A       | Croatie 58 - 83 Chine                                                       | [ 2 ]      |
| 9 h 00   |                       | Beach-volley Tournoi masculin                       | Compétition hommes                            | Phase préliminaire          | -                                                                           | -          |
| 9 h 00   |                       | Beach-volley Tournoi féminin                        | Compétition femmes                            | Phase préliminaire          | -                                                                           | -          |
| 9 h 00   |                       | Tir Carabine à 10 m air comprimé                    | Compétition hommes                            | Qualifications              | -                                                                           | -          |
| 9 h 00   |                       | Tir Skeet                                           | Compétition hommes                            | Qualifications              | -                                                                           | -          |
| 9 h 00   |                       | Tir à l'arc Individuel                              | Compétition hommes                            | 32e de finale               | -                                                                           | -          |
| 9 h 26   |                       | Tir à l'arc Individuel                              | Compétition femmes                            | 32e de finale               | -                                                                           | -          |
| 9 h 30   |                       | Aviron Deux sans barreur                            | Compétition femmes                            | Repêchages                  | -                                                                           | -          |
| 9 h 30   |                       | Handball Tournoi féminin                            | Compétition femmes                            | Tour Préliminaire Groupe A  | Angola 23 - 28 Croatie                                                      | [ 3 ]      |
| 9 h 30   |                       | Judo Moins de 73 kg                                 | Compétition hommes                            | 32e de finale               | -                                                                           | -          |
| 9 h 30   |                       | Volley-ball Tournoi féminin                         | Compétition femmes                            | Phase Préliminaire Groupe B | Chine 3 - 1 Turquie                                                         | [ 4 ]      |
| 9 h 37   |                       | Judo Moins de 57 kg                                 | Compétition femmes                            | 16e de finale               | -                                                                           | -          |
| 9 h 40   |                       | Aviron Quatre de couple                             | Compétition femmes                            | Repêchages                  | -                                                                           | -          |
| 9 h 50   |                       | Aviron Huit                                         | Compétition hommes                            | Repêchages                  | -                                                                           | -          |
| 9 h 52   |                       | Tir à l'arc Individuel                              | Compétition hommes                            | 16e de finale               | -                                                                           | -          |
| 10 h 00  |                       | Aviron Quatre de couple                             | Compétition hommes                            | Repêchages                  | -                                                                           | -          |
| 10 h 00  |                       | Haltérophilie - de 62 kg, Groupe B                  | Compétition hommes                            | Compétition                 | -                                                                           | -          |
| 10 h 00  |                       | Natation 200 m nage libre                           | Compétition femmes                            | Séries                      | -                                                                           | -          |
| 10 h 00  |                       | Tennis de table Simple                              | Compétition hommes                            | 3e tour                     | -                                                                           | -          |
| 10 h 05  |                       | Judo Moins de 73 kg                                 | Compétition hommes                            | 16e de finale               | -                                                                           | -          |
| 10 h 05  |                       | Tir à l'arc Individuel                              | Compétition femmes                            | 16e de finale               | -                                                                           | -          |
| 10 h 10  |                       | Aviron Deux sans barreur                            | Compétition hommes                            | Repêchages                  | -                                                                           | -          |
| 10 h 20  |                       | Aviron Deux de couple                               | Compétition femmes                            | Qualifications              | -                                                                           | -          |
| 10 h 25  |                       | Natation 200 m papillon                             | Compétition hommes                            | Séries                      | -                                                                           | -          |
| 10 h 30  |                       | Escrime Épée individuelle                           | Compétition femmes                            | 32e de finale               | -                                                                           | -          |
| 10 h 40  |                       | Aviron Quatre sans barreur                          | Compétition hommes                            | Qualifications              | -                                                                           | -          |
| 10 h 45  |                       | Hockey sur gazon Tournoi masculin                   | Compétition hommes                            | Phase de poule Groupe A     | Australie 6 - 0 Afrique du Sud                                              | [ 5 ]      |
| 10 h 49  |                       | Natation 200 m 4 nages                              | Compétition femmes                            | Séries                      | -                                                                           | -          |
| 11 h 01  |                       | Judo Moins de 57 kg                                 | Compétition femmes                            | 8e de finale                | -                                                                           | -          |
| 11 h 15  |                       | Basket-ball Tournoi féminin                         | Compétition femmes                            | Premier tour Groupe A       | République tchèque 57 - 61 Turquie                                          | [ 6 ]      |
| 11 h 15  |                       | Handball Tournoi féminin                            | Compétition femmes                            | Tour Préliminaire Groupe B  | Corée du Sud 25 - 24 Danemark                                               | [ 7 ]      |
| 11 h 29  |                       | Judo Moins de 73 kg                                 | Compétition hommes                            | 8e de finale                | -                                                                           | -          |
| 11 h 30  |                       | Tennis                                              | -                                             | Tours                       | -                                                                           | -          |
| 11 h 30  |                       | Volley-ball Tournoi féminin                         | Compétition femmes                            | Phase Préliminaire Groupe B | Serbie 1 - 3 Corée du Sud                                                   | [ 8 ]      |
| 11 h 50  |                       | Escrime Épée individuelle                           | Compétition femmes                            | 16e de finale               | -                                                                           | -          |
| 11 h 57  |                       | Judo Moins de 57 kg                                 | Compétition femmes                            | Quarts de finale            | -                                                                           | -          |
| 12 h 00  |                       | Voile 49er                                          | Compétition hommes                            | Course 1                    | -                                                                           | -          |
| 12 h 00  |                       | Voile Laser                                         | Compétition hommes                            | Course 1                    | -                                                                           | -          |
| 12 h 05  |                       | Voile Laser Radial                                  | Compétition femmes                            | Course 1                    | -                                                                           | -          |
| 12 h 11  |                       | Judo Moins de 73 kg                                 | Compétition hommes                            | Quarts de finale            | -                                                                           | -          |
| 12 h 15  |                       | Tir Carabine à 10 m air comprimé                    | Compétition hommes                            | Finale                      | Alin George Moldoveanu (ROU) · Niccolò Campriani (ITA) · Gagan Narang (IND) | [ 9 ]      |
| 12 h 30  |                       | Badminton                                           | -                                             | Tours                       | -                                                                           | -          |
| 12 h 30  |                       | Équitation Concours complet individuel              | Compétition mixte (hommes et femmes ensemble) | Cross-country               | -                                                                           | -          |
| 12 h 30  |                       | Équitation Concours complet par équipes             | Compétition mixte (hommes et femmes ensemble) | Cross-country               | -                                                                           | -          |
| 12 h 30  |                       | Haltérophilie - de 58 kg, Groupe B                  | Compétition femmes                            | Compétition                 | -                                                                           | -          |
| 12 h 45* |                       | Voile 49er                                          | Compétition hommes                            | Course 2                    | -                                                                           | -          |
| 13 h 15* |                       | Voile Laser                                         | Compétition hommes                            | Course 2                    | -                                                                           | -          |
| 13 h 20* |                       | Voile Laser Radial                                  | Compétition femmes                            | Course 2                    | -                                                                           | -          |
| 13 h 30* |                       | Boxe Poids mouches (-52 kg)                         | Compétition hommes                            | 16e de finale               | -                                                                           | -          |
| 13 h 30  |                       | Canoë-kayak en eau vive/slalom C2                   | Compétition hommes                            | Séries                      | -                                                                           | -          |
| 13 h 30  |                       | Canoë-kayak en eau vive/slalom K1                   | Compétition femmes                            | Séries                      | -                                                                           | -          |
| 13 h 45  |                       | Hockey sur gazon Tournoi masculin                   | Compétition hommes                            | Phase de poule Groupe A     | Espagne 1 - 1 Pakistan                                                      | [ 10 ]     |
| 14 h 14* |                       | Judo Moins de 57 kg                                 | Compétition femmes                            | Demi-finales                | -                                                                           | -          |
| 14 h 00  |                       | Voile Elliott 6m                                    | Compétition femmes                            | Qualifications              | -                                                                           | -          |
| 14 h 00  |                       | Voile Finn                                          | Compétition hommes                            | Course 3                    | -                                                                           | -          |
| 14 h 05  |                       | Voile Star                                          | Compétition hommes                            | Course 3                    | -                                                                           | -          |
| 14 h 10  |                       | Escrime Épée individuelle                           | Compétition femmes                            | 8e de finale                | -                                                                           | -          |
| 14 h 10  |                       | Water-polo Tournoi féminin                          | Compétition femmes                            | Phase préliminaire Groupe A | Espagne 11 - 6 Chine                                                        | [ 11 ]     |
| 14 h 30  |                       | Basket-ball Tournoi féminin                         | Compétition femmes                            | Premier tour Groupe B       | France (AP) 74 - 70 Australie                                               | [ 12 ]     |
| 14 h 30  |                       | Beach-volley Tournoi féminin                        | Compétition femmes                            | Phase préliminaire          | -                                                                           | -          |
| 14 h 30  |                       | Beach-volley Tournoi masculin                       | Compétition hommes                            | Phase préliminaire          | -                                                                           | -          |
| 14 h 30  |                       | Handball Tournoi féminin                            | Compétition femmes                            | Tour Préliminaire Groupe A  | Grande-Bretagne 16 - 37 Russie                                              | [ 13 ]     |
| 14 h 42  |                       | Judo Moins de 73 kg                                 | Compétition hommes                            | Demi-finales                | -                                                                           | -          |
| 14 h 45* |                       | Boxe Poids mi-lourds (-81 kg)                       | Compétition hommes                            | 16e de finale               | -                                                                           | -          |
| 14 h 45  |                       | Volley-ball Tournoi féminin                         | Compétition femmes                            | Phase Préliminaire Groupe A | République dominicaine 1 - 3 Russie                                         | [ 14 ]     |
| 14 h 56  |                       | Judo Moins de 57 kg                                 | Compétition femmes                            | Petite finale 1             | Giulia Quintavalle (ITA) 0001 - 100 Marti Malloy (USA)                      | [ 15 ]     |
| 15 h 00  |                       | Plongeon Haut-vol à 10 mètres synchronisé           | Compétition hommes                            | Finale                      | Chine · Mexique · États-Unis                                                | [ 16 ]     |
| 15 h 00  |                       | Tir à l'arc Individuel                              | Compétition hommes                            | 32e de finale               | -                                                                           | -          |
| 15 h 03* |                       | Judo Moins de 57 kg                                 | Compétition femmes                            | Petite finale 2             | Hedvig Karakas (HUN) 0002 - 0011 Automne Pavia (FRA)                        | [ 17 ]     |
| 15 h 10  |                       | Judo Moins de 73 kg                                 | Compétition hommes                            | Petite finale 1             | Nyam-Ochir Sainjargal (MGL) 0011 - 0002 Dex Elmont (NED)                    | [ 18 ]     |
| 15 h 15* |                       | Voile Finn                                          | Compétition hommes                            | Course 4                    | -                                                                           | -          |
| 15 h 17  |                       | Judo Moins de 73 kg                                 | Compétition hommes                            | Petite finale 2             | Ugo Legrand (FRA) 0101 - 0001 Wang Ki-Chun (KOR)                            | [ 19 ]     |
| 15 h 20  |                       | Voile Star                                          | Compétition hommes                            | Course 4                    | -                                                                           | -          |
| 15 h 26  |                       | Tir à l'arc Individuel                              | Compétition femmes                            | 32e de finale               | -                                                                           | -          |
| 15 h 30  |                       | Escrime Épée individuelle                           | Compétition femmes                            | Quarts de finale            | -                                                                           | -          |
| 15 h 30  |                       | Haltérophilie - de 58 kg, Groupe A                  | Compétition femmes                            | Finale                      | Li Xueying (CHN) · Pimsiri Sirikaew (THA) · Yuliya Kalina (UKR)             | [ 20 ]     |
| 15 h 30  |                       | Tennis de table Simple                              | Compétition femmes                            | 4e tour                     | -                                                                           | -          |
| 15 h 30  |                       | Water-polo Tournoi féminin                          | Compétition femmes                            | Phase préliminaire Groupe B | Italie 8 - 10 Australie                                                     | [ 21 ]     |
| 15 h 52  |                       | Tir à l'arc Individuel                              | Compétition hommes                            | 16e de finale               | -                                                                           | -          |
| 16 h 00  |                       | Hockey sur gazon Tournoi masculin                   | Compétition hommes                            | Phase de poule Groupe B     | Pays-Bas 3 - 2 Inde                                                         | [ 22 ]     |
| 16 h 00* |                       | Judo Moins de 57 kg                                 | Compétition femmes                            | Finale                      | Kaori Matsumoto (JPN) 100 - 000H Corina Căprioriu (ROU)                     | [ 23 ]     |
| 16 h 05  |                       | Tir à l'arc Individuel                              | Compétition femmes                            | 16e de finale               | -                                                                           | -          |
| 16 h 10* |                       | Judo Moins de 73 kg                                 | Compétition hommes                            | Finale                      | Mansur Isaev (RUS) 0011 - 0001 Riki Nakaya (JPN)                            | [ 24 ]     |
| 16 h 15  |                       | Handball Tournoi féminin                            | Compétition femmes                            | Tour Préliminaire Groupe B  | France 18 - 18 Espagne                                                      | [ 25 ]     |
| 16 h 30  |                       | Gymnastique artistique Concours général par équipes | Compétition hommes                            | Finale                      | Chine · Japon · Grande-Bretagne                                             | [ 26 ]     |
| 16 h 45  |                       | Basket-ball Tournoi féminin                         | Compétition femmes                            | Premier tour Groupe B       | Russie 69 - 59 Brésil                                                       | [ 27 ]     |
| 16 h 45  |                       | Volley-ball Tournoi féminin                         | Compétition femmes                            | Phase Préliminaire Groupe B | États-Unis 3 - 1 Brésil                                                     | [ 28 ]     |
| 18 h 00  |                       | Escrime Épée individuelle                           | Compétition femmes                            | Demi-finales                | -                                                                           | -          |
| 18 h 20  |                       | Water-polo Tournoi féminin                          | Compétition femmes                            | Phase préliminaire Groupe B | Grande-Bretagne 6 - 7 Russie                                                | [ 29 ]     |
| 18 h 30  |                       | Badminton                                           | -                                             | Tours                       | -                                                                           | -          |
| 19 h 00  |                       | Haltérophilie - de 62 kg, Groupe A                  | Compétition hommes                            | Finale                      | Kim Un-Guk (PRK) · Óscar Figueroa (COL) · Eko Yuli Irawan (INA)             | [ 30 ]     |
| 19 h 00  |                       | Hockey sur gazon Tournoi masculin                   | Compétition hommes                            | Phase de poule Groupe A     | Grande-Bretagne 4 - 1 Argentine                                             | [ 31 ]     |
| 19 h 00  |                       | Tennis de table Simple                              | Compétition hommes                            | 4e tour                     | -                                                                           | -          |
| 19 h 10  |                       | Escrime Épée individuelle                           | Compétition femmes                            | Petite finale               | Sun Yujie (CHN) 15 - 11 Shin A-lam (KOR)                                    | [ 32 ]     |
| 19 h 30  |                       | Handball Tournoi féminin                            | Compétition femmes                            | Tour Préliminaire Groupe A  | Brésil 27 - 25 Monténégro                                                   | [ 33 ]     |
| 19 h 30  |                       | Natation 200 m nage libre                           | Compétition femmes                            | Demi-finales                | -                                                                           | -          |
| 19 h 40  |                       | Escrime Épée individuelle                           | Compétition femmes                            | Finale                      | Yana Shemyakina (UKR) 9 - 8 Britta Heidemann (GER)                          | [ 34 ]     |
| 19 h 40  |                       | Water-polo Tournoi féminin                          | Compétition femmes                            | Phase préliminaire Groupe A | Hongrie 13 - 14 États-Unis                                                  | [ 35 ]     |
| 19 h 41  |                       | Natation 200 m nage libre                           | Compétition hommes                            | Finale                      | Yannick Agnel (FRA) · Park Tae-hwan (KOR) et Sun Yang (CHN)                 | [ 36 ]     |
| 19 h 49  |                       | Natation 100 m dos                                  | Compétition femmes                            | Finale                      | Missy Franklin (USA) · Emily Seebohm (AUS) · Aya Terakawa (JPN)             | [ 37 ]     |
| 19 h 56  |                       | Natation 100 m dos                                  | Compétition hommes                            | Finale                      | Matt Grevers (USA) · Nick Thoman (USA) · Ryosuke Irie (JPN)                 | [ 38 ]     |
| 20 h 00  |                       | Basket-ball Tournoi féminin                         | Compétition femmes                            | Premier tour Groupe B       | Grande-Bretagne 65 - 73 Canada                                              | [ 39 ]     |
| 20 h 00  |                       | Beach-volley Tournoi féminin                        | Compétition femmes                            | Phase préliminaire          | -                                                                           | -          |
| 20 h 00  |                       | Beach-volley Tournoi masculin                       | Compétition hommes                            | Phase préliminaire          | -                                                                           | -          |
| 20 h 00  |                       | Volley-ball Tournoi féminin                         | Compétition femmes                            | Phase Préliminaire Groupe A | Italie 3 - 1 Japon                                                          | [ 40 ]     |
| 20 h 13  |                       | Natation 100 m brasse                               | Compétition femmes                            | Finale                      | Rūta Meilutytė (LTU) · Rebecca Soni (USA) · Satomi Suzuki (JPN)             | [ 41 ]     |
| 20 h 30* |                       | Boxe Poids mouches (-52 kg)                         | Compétition hommes                            | 16e de finale               | -                                                                           | -          |
| 20 h 30  |                       | Natation 200 m papillon                             | Compétition hommes                            | Demi-finales                | -                                                                           | -          |
| 20 h 51  |                       | Natation 200 m 4 nages                              | Compétition femmes                            | Demi-finales                | -                                                                           | -          |
| 21 h 15  |                       | Handball Tournoi féminin                            | Compétition femmes                            | Tour Préliminaire Groupe B  | Suède 21 - 24 Norvège                                                       | [ 42 ]     |
| 21 h 15  |                       | Hockey sur gazon Tournoi masculin                   | Compétition hommes                            | Phase de poule Groupe B     | Allemagne 2 - 1 Belgique                                                    | [ 43 ]     |
| 21 h 45* |                       | Boxe Poids mi-lourds (-81 kg)                       | Compétition hommes                            | 16e de finale               | -                                                                           | -          |
| 22 h 15  |                       | Basket-ball Tournoi féminin                         | Compétition femmes                            | Premier tour Groupe A       | Angola 38 - 90 États-Unis                                                   | [ 44 ]     |
| 22 h 20  |                       | Volley-ball Tournoi féminin                         | Compétition femmes                            | Phase Préliminaire Groupe A | Grande-Bretagne 3 - 2 Algérie                                               | [ 45 ]     |

* Date du début estimée

## Tableaux des médailles
- Pays organisateur (Royaume-Uni)

| Rang  | Nation          | Or | Argent | Bronze | Total |
| ----- | --------------- | -- | ------ | ------ | ----- |
| 1     | Chine           | 3  | 1      | 1      | 5     |
| 2     | États-Unis      | 2  | 2      | 2      | 6     |
| 3     | Japon           | 1  | 2      | 3      | 6     |
| 4     | Roumanie        | 1  | 1      | 0      | 2     |
| 5     | France          | 1  | 0      | 2      | 3     |
| 6     | Ukraine         | 1  | 0      | 1      | 2     |
| 7     | Lituanie        | 1  | 0      | 0      | 1     |
| 7     | Corée du Nord   | 1  | 0      | 0      | 1     |
| 7     | Russie          | 1  | 0      | 0      | 1     |
| 10    | Australie       | 0  | 1      | 0      | 1     |
| 10    | Colombie        | 0  | 1      | 0      | 1     |
| 10    | Allemagne       | 0  | 1      | 0      | 1     |
| 10    | Italie          | 0  | 1      | 0      | 1     |
| 10    | Corée du Sud    | 0  | 1      | 0      | 1     |
| 10    | Mexique         | 0  | 1      | 0      | 1     |
| 10    | Thaïlande       | 0  | 1      | 0      | 1     |
| 17    | Grande-Bretagne | 0  | 0      | 1      | 1     |
| 17    | Indonésie       | 0  | 0      | 1      | 1     |
| 17    | Inde            | 0  | 0      | 1      | 1     |
| 17    | Mongolie        | 0  | 0      | 1      | 1     |
| Total | Total           | 12 | 13     | 13     | 38    |

| Rang  | Nation          | Or | Argent | Bronze | Total |
| ----- | --------------- | -- | ------ | ------ | ----- |
| 1     | Chine           | 9  | 5      | 3      | 17    |
| 2     | États-Unis      | 5  | 7      | 5      | 17    |
| 3     | France          | 3  | 1      | 3      | 7     |
| 4     | Corée du Nord   | 3  | 0      | 1      | 4     |
| 5     | Italie          | 2  | 4      | 2      | 8     |
| 6     | Corée du Sud    | 2  | 2      | 2      | 6     |
| 7     | Russie          | 2  | 0      | 3      | 5     |
| 8     | Kazakhstan      | 2  | 0      | 0      | 2     |
| 9     | Japon           | 1  | 4      | 6      | 11    |
| 10    | Australie       | 1  | 2      | 1      | 4     |
| 11    | Roumanie        | 1  | 2      | 0      | 3     |
| 12    | Brésil          | 1  | 1      | 1      | 3     |
| 12    | Hongrie         | 1  | 1      | 1      | 3     |
| 14    | Pays-Bas        | 1  | 1      | 0      | 2     |
| 15    | Ukraine         | 1  | 0      | 2      | 3     |
| 16    | Géorgie         | 1  | 0      | 0      | 1     |
| 16    | Lituanie        | 1  | 0      | 0      | 1     |
| 16    | Afrique du Sud  | 1  | 0      | 0      | 1     |
| 19    | Colombie        | 0  | 2      | 0      | 2     |
| 20    | Grande-Bretagne | 0  | 1      | 2      | 3     |
| 21    | Cuba            | 0  | 1      | 0      | 1     |
| 21    | Allemagne       | 0  | 1      | 0      | 1     |
| 21    | Mexique         | 0  | 1      | 0      | 1     |
| 21    | Pologne         | 0  | 1      | 0      | 1     |
| 21    | Thaïlande       | 0  | 1      | 0      | 1     |
| 21    | Taipei chinois  | 0  | 1      | 0      | 1     |
| 27    | Azerbaïdjan     | 0  | 0      | 1      | 1     |
| 27    | Belgique        | 0  | 0      | 1      | 1     |
| 27    | Canada          | 0  | 0      | 1      | 1     |
| 27    | Inde            | 0  | 0      | 1      | 1     |
| 27    | Indonésie       | 0  | 0      | 1      | 1     |
| 27    | Moldavie        | 0  | 0      | 1      | 1     |
| 27    | Mongolie        | 0  | 0      | 1      | 1     |
| 27    | Norvège         | 0  | 0      | 1      | 1     |
| 27    | Serbie          | 0  | 0      | 1      | 1     |
| 27    | Slovaquie       | 0  | 0      | 1      | 1     |
| 27    | Ouzbékistan     | 0  | 0      | 1      | 1     |
| Total | Total           | 38 | 39     | 43     | 120   |